# Victor Charreton
Pour les articles homonymes, voir Charreton.
Victor Léon Jean Pierre Charreton né à Bourgoin (Isère) le 2 mars 1864 et mort à Clermont-Ferrand (Puy-de-Dôme) le 26 novembre 1936 est un peintre post-impressionniste français.

## Biographie
Victor Charreton grandit dans une famille aisée. L’artiste manifeste très tôt un goût pour la poésie et la peinture. Ses études de droit le conduisent au métier d’avoué à la cour d'appel de Lyon. En 1893, il épouse Elmy Chatin, fille d'un entrepreneur du Puy-de-Dôme.
Victor Charreton débute au Salon de la Société lyonnaise des beaux-arts de 1894. En 1902, il vend son étude pour se consacrer entièrement à la peinture.
Utilisant aussi bien le carton que la toile, il se sert  autant du couteau que de pinceau. En 1903 il fonde avec le peintre Bonnard, le Salon d'Automne. Son succès est rapide et sa réputation dépasse vite le cercle des salons. 
Il réside à Paris, mais retourne fréquemment dans son Auvergne natale. Il séjourne aussi en Bretagne, notamment à Pont-Aven en 1910 et 1911, Doëlan, Bénodet, Pont-l'Abbé et Perros-Guirec.
Il est décoré de la Légion d’honneur en tant que peintre en 1914. 
En 1929 il fonde le Musée de Bourgoin-Jallieu dont il devient président. On y trouve la plus importante collection de peintures de Charreton.
Il décède à Clermont-Ferrand, le 26 novembre 1936.

## Le Paysagiste
Victor Charreton fait partie de cette génération d'artistes de l'école française qui s’est consacrée totalement au paysage à la suite des peintres impressionnistes. Il peint sur le motif retenant les lieux qui lui parlent en fonction des saisons, de la lumière et des couleurs. L'Auvergne, la Bretagne et la Provence lui sont ainsi tout particulièrement chères, sans oublier le sud de l'Europe et le Maghreb où il eut l'occasion de séjourner. Il manifeste une prédilection pour les paysages d'hiver auvergnats. Ses paysages printaniers et automnaux explosent quant à eux de couleurs.
Lors de sa visite du Salon d'automne de 1933, Michel Florisoone le situe aux côtés de Maurice Asselin, Gaston Balande, Jean Fernand-Trochain, Tristan Klingsor, Robert Lotiron, Paul-Émile Pissarro, Raymond Renefer, René Seyssaud, Henri Vergé-Sarrat et Jules Zingg, au sein de « l'immuable phalange des paysagistes amoureux des frondaisons et des rivières ».
L'Église de Murol et le givre, De la terrasse de Saint-Amand-Tallende en automne, Les Champs vus du jardin d'Eugénie, Neige sur le bassin, sont quelques titres de ses toiles significatifs de sa recherche picturale.

## L'École de Murol
Victor Charreton a conseillé et influencé de nombreux peintres dont René Monteix. L'Auvergne le séduit par l'âpreté de ses paysages et la luminosité de ses couleurs. Avec le peintre Léon Boudal, curé de Murol, il fonde l'École de Murol qui attire de nombreux artistes de tous horizons, séduits par ce Postimpressionnisme qui exprime si bien la simplicité crue et la lumière des paysages auvergnats.

## Distinctions
- Officier de la Légion d'honneur

## Collections publiques
- Musée d'Orsay, Paris : 
  - La Neige, 1884-1925, huile sur toile, 60 × 73 cm
  - Jardin fleuri, vers 1920, huile sur carton, 73 × 92 cm
- Musée de Bourgoin-Jallieu : la plus importante collection de l'artiste[6]. 
  - Marais le soir, 1902, huile sur toile, 97 × 146 cm
  - Marine, Baie de Trégastel, 1905-1924, huile sur carton, 60 × 72 cm
  - Jardin à Authezat, vers 1910, huile sur toile, 40 × 53 cm
  - Le Clocher d'Authezat, 1912, huile sur toile, 97 × 130 cm
  - Neige au Breuil, avant 1914, huile sur carton, 60 × 72 cm
  - L'Église démolie, 1914-1918, huile sur carton, 65 × 86 cm
  - Champ de Mars, Bourgoin, neige fondante, 1918-1926, huile sur toile, 50 × 81 cm
  - L'Hiver à Saint-Amant-Tallende, 1919-1922, huile sur toile, 92 × 73 cm
  - De la terrasse de saint-Amant-Tallende en automne, 1922, huile sur toile, 92 × 73 cm
  - Allée et massif à Wiesbaden, 1922, huile sur toile, 60 × 73 cm
- Chamalières, Espace muséal Victor Charreton : exposition permanente "Au fil des saisons" (32 œuvres)[7]
- Musée des beaux-arts de Carcassonne : Effet de neige.
- Clermont-Ferrand, musée d'art Roger-Quilliot :
  - Neige à Murol, 1920-1930, huile sur carton, peinture à l'huile, 75 × 91 cm
  - Le Parc du collège à Saint-Saturnin, vers 1930, huile sur toile, 73 x 92 cm
  - Au bord de la Veyre, automne (prairie aux bouleaux), vers 1930, huile sur toile, 60 x 72 cm
  - Le Village de Chanonat, vers 1930, huile sur toile, 60 x 72 cm
- Grenoble, musée de Grenoble : Neige au Breuil.
- Lyon, musée des Beaux-Arts.
- Murol, musée des Peintres de l'école de Murol[8].
- Riom, musée Mandet.
- Toulouse, musée des Augustins : quatre peintures

Œuvres de Victor Charreton
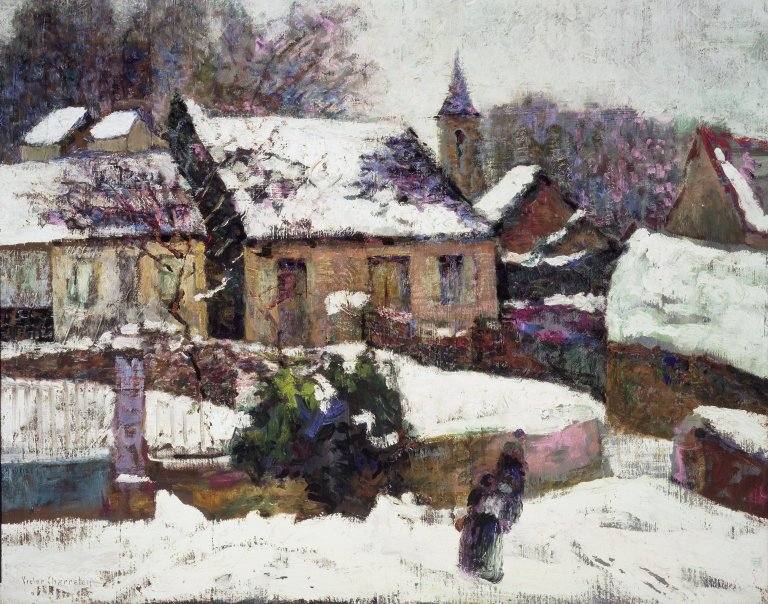
Neige fondante, Auvergne (vers 1899), New York, Brooklyn Museum.
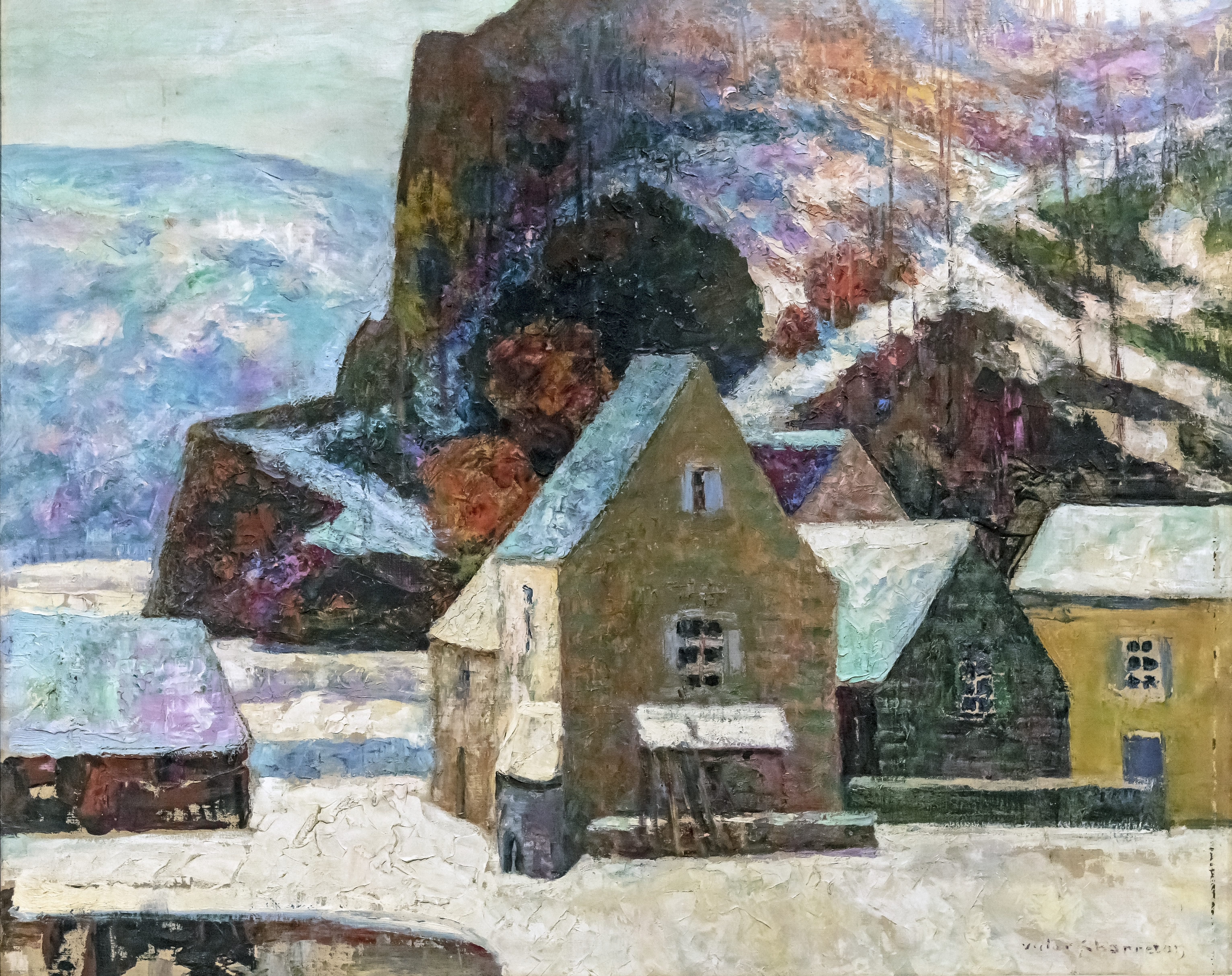
Effet de neige, musée des Beaux-Arts de Carcassonne.
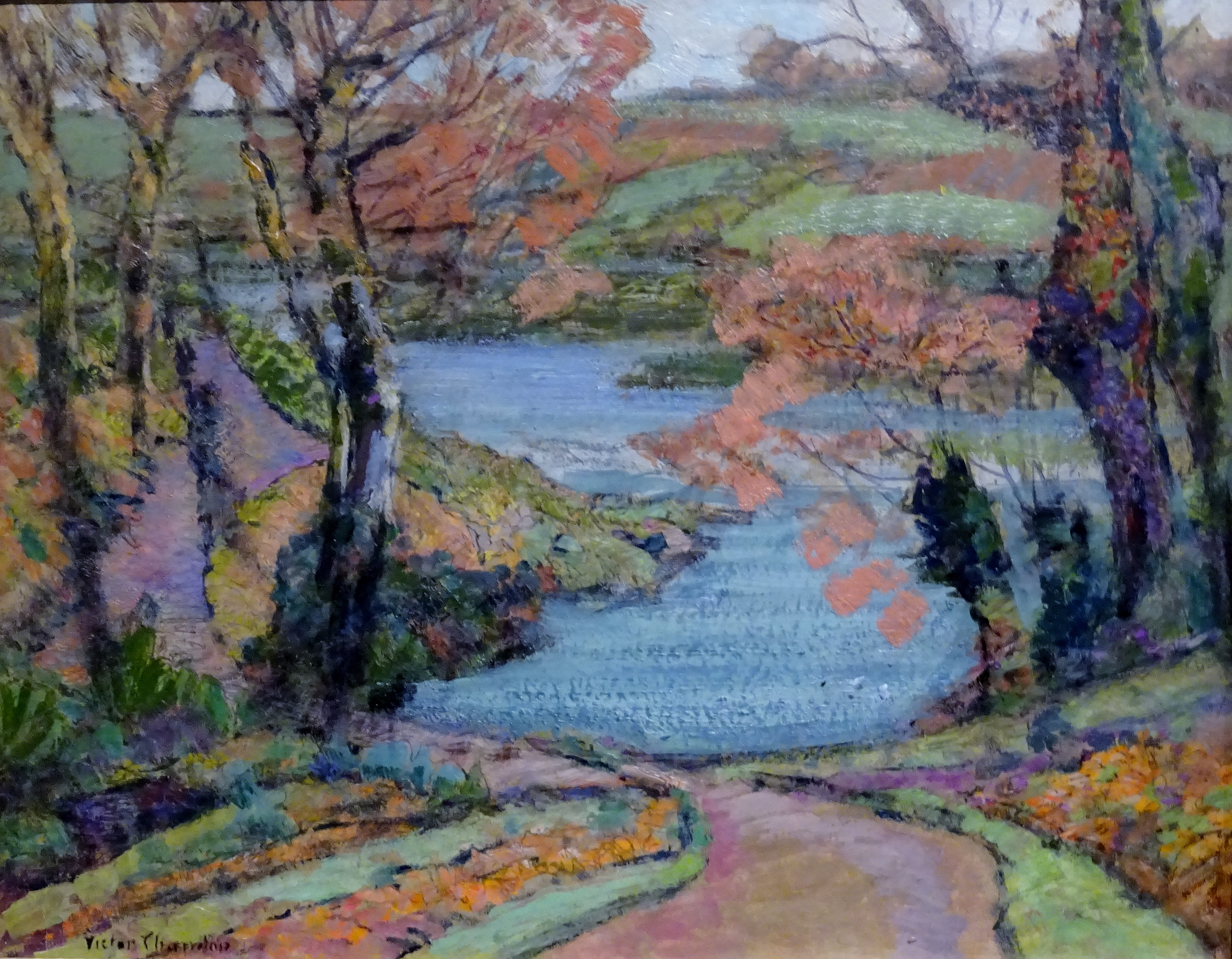
Bord de l'Aven (huile sur carton, collection particulière).
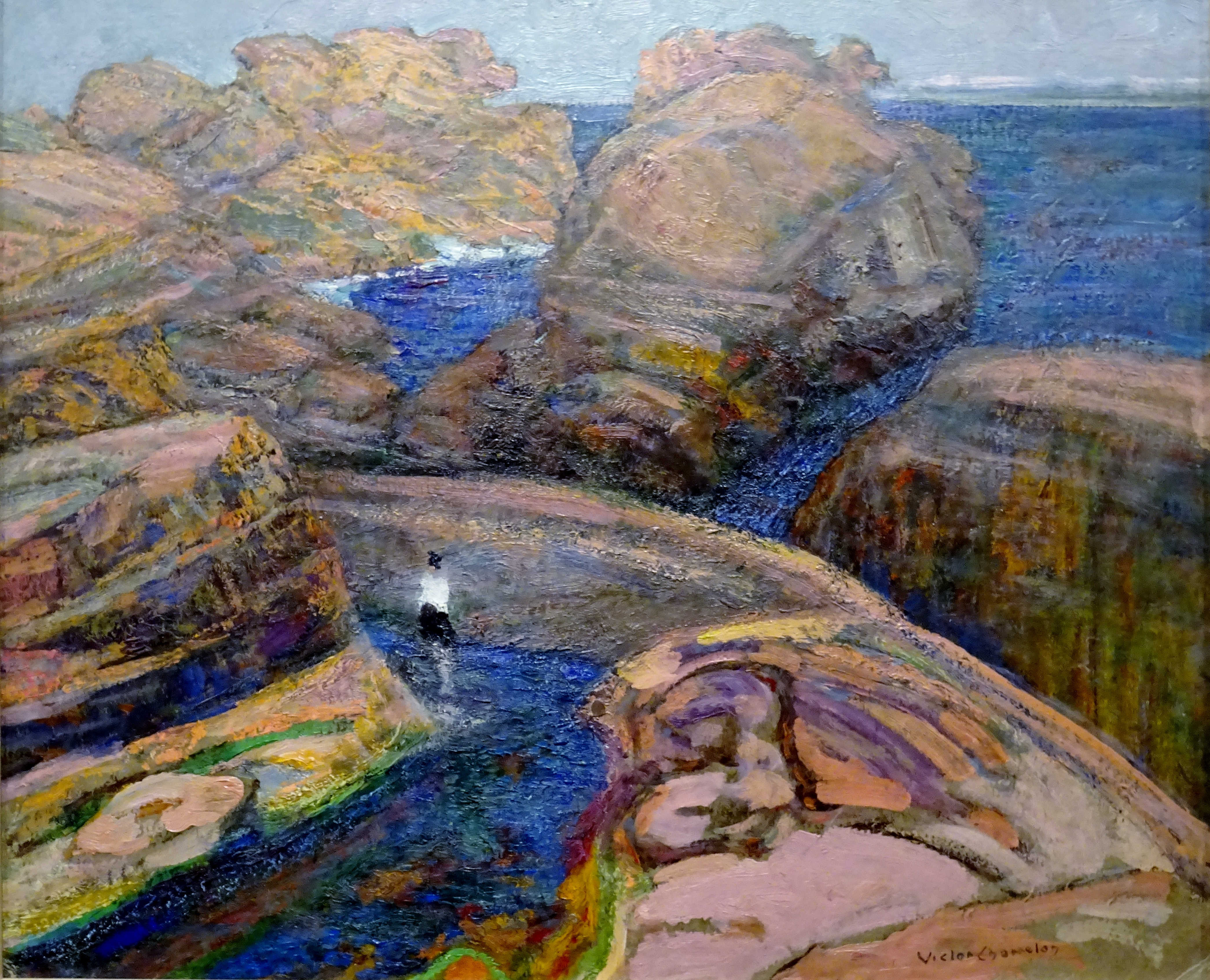
Rochers rouges à Ploumanac'h (huile sur carton, collection particulière).

## Iconographie
- Victor Charreton, Autoportrait, crayon sur papier[9].